# Viajero del tiempo (álbum)
Viajero del tiempo es el nombre de un álbum musical del cantante mexicano de origen argentino Laureano Brizuela. Fue publicado por Fonovisa en 1989.

## Listado de canciones
1. América
2. Esta noche (Hey tonight)
3. Enamorándonos (Just like starting over).
4. Muchachita (Oh Pretty Woman).
5. Si tu no estás (Sea of love).
6. Atrapado estoy (Unchain my heart) (Desencadena mi corazón).
7. Cerca de ti (Have you ever seen the rain).
8. Busca en mi corazón (My world).
9. Es hoy o nunca (It's now or never).
10. Yo soy así (I am, I said).

- Datos: Q6160899